# Verbascum leiocarpum
Verbascum leiocarpum är en flenörtsväxtart som beskrevs av Svante Samuel Murbeck. Verbascum leiocarpum ingår i släktet kungsljus, och familjen flenörtsväxter. Inga underarter finns listade i Catalogue of Life.